# Drew Sycamore
Drew Sycamore, pseudonimo di Michelle Katarina Drew Nielsen (Hobro, 1º giugno 1990), è una cantante danese.

## Biografia
Di Hobro e di origini gallesi, ha debuttato nel 2019 con l'uscita del primo album in studio Brutal, che è stato messo in commercio dal gruppo danese della Warner.
Ha trovato il suo primo successo radiofonico l'anno seguente grazie a Take It Back, che l'ha resa l'artista femminile danese più riprodotta dalle emittenti radiofoniche danesi del 2020 secondo la IFPI Danmark. Sempre nel corso dell'anno ha conseguito due candidature ai Danish Music Awards, il premio musicale più prestigioso a livello nazionale.
Sycamore, il secondo progetto della cantante, è stato presentato il 28 maggio 2021 e si è piazzato al 7º posto della Hitlisten, venendo certificato oro. Al fine di promuoverlo, il cui successo si è convertito in una nomination per l'MTV Europe Music Award al miglior artista nordico e in due premi nell'ambito dell'adattamento danese dei Grammy Award, l'interprete ha imbarcato una tournée primaverile di oltre dieci date in Danimarca. Il ramo danese dell'International Federation of the Phonographic Industry le ha assegnato tre dischi d'oro di 4 500 000 stream ciascuno per i singoli Perfect Disaster, Take It Back e I Wanna Be Dancing, e uno di platino equivalente a 90 000 unità per 45 Fahrenheit Girl.
Alla gala dei premi musicali istituita da Gaffa e tenutasi nel marzo 2022, è stata l'artista con il maggior numero di vittorie ricevute della serata (3).

## Discografia

### Album in studio
- 2019 – Brutal
- 2021 – Sycamore
- 2023 – Superfaith
- 2025 – Occurrent Affairs

### Singoli
- 2019 – 28
- 2019 – Let Me Love You
- 2019 – Perfect Disaster
- 2020 – Moments Gone
- 2020 – Take It Back
- 2020 – I Wanna Be Dancing
- 2021 – 45 Fahrenheit Girl
- 2022 – Electric Motion
- 2022 – Madonna
- 2023 – In the Club
- 2024 – Another Lovesong
- 2025 – Lonely Heat
- 2025 – Get Outta My Heart
- 2025 – Spring Birds
- 2025 – Change the World